# Айсенем Юсупова
Айсенем Юсупова (узб. Aysanem Yusupova, 2 січня 1997) — каракалпакська акторка, заслужений артист Узбекистану. Юсупова отримала широке визнання і вдячність в Узбекистані після головної ролі в узбецькій драмі «Мерос». З тих пір вона знялася в багатьох узбецьких комедіях.

## Біографія
Айсанем Юсупова народилася 2 січня 1997 року в Нукусі. Після закінчення школи в 2012 році навчався в Нукуському державному юридичному коледжі. Після закінчення університету у 2016-2020 роках вступила на факультет акторської майстерності драматичного театру, театру та кіно Державного інституту мистецтв і культури Узбекистану. У 2020 році вступила до магістратури Інституту культури та мистецтва та закінчила у 2022 році.
Юсупова вперше почала свою кар'єру в 2012 році з музичних кліпів і реклами. У 2012 році Юсупова знялася в кількох кліпах і стала популярною в Узбекистані. Першою великою роллю Юсупової стала у фільмі 2017 року «Maftun boʻldim 2», який приніс їй велику популярність. На цьому Юсупова не зупинилася: у 2018 році вона знялася в узбецькому фільмі «Айот», який також приніс їй удачу. У 2019 році фільм «Айрілік» не приніс їй успіху.
Цього року Юсупова знялася у фільмі «Мерос», який приніс Юсуповій велику популярність. Після невеликої перерви гарну славу Юсуповій приніс фільм Юсупової 2021 року “Zaynab bilqn qoling begim”. З 2021 по 2022 рік він знявся в кількох фільмах і серіалах. Юсупова зіграла одну з головних героїнь в узбецькому фільмі «Oʻzbek qizi» 2023 року, який став дуже популярним не лише в Узбекистані, а й у Білорусі.
У 2023 році роллю головної героїні у фільмі «Oʻzbek qizi» відзначили «За кращу жіночу роль» на IV Міжнародному кінофестивалі «Лендок», що проходив у Російській Федерації, та на I Міжнародному кінофестивалі «Taji Somon» в Республіці. з Таджикистану перемогла в номінації.
У липні 2024 року отримав державну премію «Творець майбутнього», створену лауреатом Узбекистану Шавкатом Мірзійоєвим для підтримки молодих художників Узбекистану.
Окрім ролей у художніх фільмах, Юсупова також знялася у музичних кліпах кількох узбецьких співаків, зокрема «Йомгір» Йоркінходжі.

## Фільмографія
Нижче в хронологічному порядку-упорядкований список фільмів в яких Айсенем Юсупова з'явилася
| рік  | Назва англійською  | Оригінальна назва | Роль      | Рефері |
| ---- | ------------------ | ----------------- | --------- | ------ |
| 2017 | Estaba fascinado 2 | Maftun boldim 2   | Qizlargul | [ 3 ]  |
| 2018 | Vida               | Hayot             | Lola      | [ 10 ] |
| 2020 | Herencia           | Meros             | Oygul     | [ 11 ] |
| 2023 | Chica uzbeka       | Oʻzbek qizi       | Jamila    | [ 12 ] |
| 2024 | Pandemia           | Pandemiya         | Gulruh    |        |
| 2024 | Vieja niña         | Qari qiz          | Sitora    | [ 13 ] |
| 2024 | Sevdo              | Sevdo             | Sevdo     |        |

### Телесеріал
| Рік       | Назва англійською       | Оригінальна назва        | Роль |        |
| --------- | ----------------------- | ------------------------ | ---- | ------ |
| 2019      | Separación              | Ayriliq                  |      | [ 14 ] |
| 2021      | Zainab y Kalin suplican | Zaynab bilan qolin begim |      | [ 15 ] |
| 2022      | Déjalo en paz           | Yolgiz qoying            |      | [ 16 ] |
| 2022      | Un corazon ardiente     | Olovli yurak             |      | [ 17 ] |
| 2023-2024 | ¿No duermes?            | Uxlamaysizmi?            |      | [ 18 ] |

### Музичні відео
| Рік  | Назва                     | Художник               | Роль  |
| ---- | ------------------------- | ---------------------- | ----- |
| 2022 | Yolgʻonchim               | Ulugbek Raxmatullayev  | Actor |
| 2022 | Yomgʻir                   | Yorqinxoʻja Umarov     | Actor |
| 2022 | Lalixon                   | Nilufar Usmonova       | Actor |
| 2022 | Bahor kelguncha           | Yahyobek Moʻmonov      | Actor |
| 2023 | Цветы                     | Yorqinxoʻja Umarov     | Actor |
| 2023 | Oyning oʻn beshi qorongʻu | Botir Qodirov          | Actor |
| 2023 | Zuhroginam                | Dadaxon Obidov         | Actor |
| 2023 | Zolim                     | Munisa Rizayeva        | Actor |
| 2023 | Kerakmas                  | Via Marokand           | Actor |
| 2023 | Yetmasmidi                | Jaloliddin Ahmadaliyev | Actor |
| 2023 | Yoʻq-Yoʻq                 | Botir Qodirov          | Actor |
| 2024 | Koʻrmasam boʻlmaydi       | Qilichbek Madaliyev    | Actor |
| 2024 | Yovuz                     | Gulasal                | Actor |
| 2024 | Dugonagdan asra meni      | Imron                  | Actor |

## Нагороди
- Молода актриса 2017 року.
- 2018 My5 найкраща жіноча актриса
- Найкраща актриса 2019 року на церемонії вручення нагород MTV.
- У 2024 році отримав медаль «Будівельник майбутнього».[7]

| Рік  | Приз                      | Категорія        | Фільм      | Результат |
| ---- | ------------------------- | ---------------- | ---------- | --------- |
| 2019 | Etirof                    | La mejor actriz  | Herencia   |           |
| 2019 | My5                       | La mejor actriz  | Herencia   | Перемога  |
| 2023 | Oltin humo                | Найкраща актриса | Vieja niña |           |
| 2023 | Toji Somon                | Найкраща актриса | Vieja niña | Перемога  |
| 2023 | IV Xalqaro “Lendok”       | Найкраща актриса | Vieja niña | Перемога  |
| 2023 | Buyuk ipak yoʻli Toshkent | Найкраща актриса | Vieja niña |           |